# 江廷昉
江廷昉，安徽休宁人，是一名清朝政治人物。
江廷昉曾于1791年接替林大权任上海县知县一职，1792年由郭占选接任。